# Einzelunternehmen (Schweiz)
Ein Einzelunternehmen (auch Einzelfirma) ist in der Schweiz eine Rechtsform für ein Unternehmen, welches einen Inhaber hat und von diesem geführt wird.
Ein Einzelunternehmen muss im Handelsregister eingetragen werden, wenn der Jahresumsatz mehr als CHF 100'000.- beträgt oder das Unternehmen in bestimmten Branchen tätig ist. Per 1. Januar 2019 waren 159'810 Einzelunternehmen im Handelsregister eingetragen. In der Bezeichnung muss der Familienname enthalten sein. Die Bezeichnung darf zusätzlich eine Beschreibung oder einen Fantasienamen enthalten. Das Einzelunternehmen ist keine juristische Person. Für die Gründung muss kein Eigenkapital einbezahlt werden. Der Inhaber haftet mit seinem gesamten Privatvermögen.
Das Einzelunternehmen ist eine der häufigsten Rechtsformen in der Schweiz. Die Rechtsform wird oft von Kleinunternehmen wie Handwerker, Ärzte, Anwälte oder lokale Handelsfirmen gewählt.
Ein Einzelunternehmen mit einem Umsatz von weniger als CHF 500'000.- muss nur die Einnahmen und die Ausgaben aufzeichnen. Erzielt ein Einzelunternehmen mehr als CHF 500'000.- Umsatz, hat es eine ordentliche Buchführung gemäss OR 957ff. zu erstellen.